# Маллинг, Отто
Отто Вальдемар Маллинг (дат. Otto Malling; 1 июня 1848 — 5 октября 1915) — датский композитор, дирижёр, органист, профессор.

## Биография
Учился музыке в Королевской Датской консерватории в Копенгагене у Нильса Гаде и Й. Хартмана.
В 1874 году был одним из основателей Концертной ассоциации (Koncertforeningen), важнейшего музыкального учреждения Дании, исполняющего произведения современных датских и зарубежных композиторов.
Работал дирижёром до его расформирования в 1893 году.
С 1878 года служил органистом в церквях Копенгагена, в том числе Церкви Богоматери.
Особенно интересны и красивы его сочинения для камерной музыки: фортепианные трио и квинтет, струнный октет и соната для скрипки с фортепиано (op. 57).

## Избранные музыкальные сочинения
- Songs for men’s choir, op. 1 (1879)
- Symphony in D minor, Op. 17 (1884)
- Concert Fantasy, op. 20 (для скрипки с оркестром) (1884)
- Prologue to The Golden Legend, op. 25 (для соло, хора с оркестром) (1885)
- Piano trio, op. 36 (1889)
- Piano Concerto in C minor, Op. 43 (1890)
- The Holy Land op. 46 (для хора с оркестром) (1891)
- Birth of Christ op. 48 (для органа) (1892)
- Christ’s Death and Resurrection op. 54 (для органа) (1895)
- The storm on Copenhagen op. 60 (для оркестра) (1895)
- Of Christ’s Life op. 63 (для органа) (1897)
- Paul op. 81 (для органа) (1903)
- The Seven Words on the Cross (для органа) (1904)
- Cinderella op. 90 (балет) (1908)
- String Octet, op. 50
- String Quartet
- Piano quintet